# لوسيين دودج
لوسيين دودج (Lucien Dodge) هو مؤدي أصوات أمريكي ولد في 24 يونيو 1984 في إيثاكا، نيويورك.

## أدواره في الأنمي

### مسلسلات أنمي تلفزيونية
- فيت/زيرو - ويفر فيلفيت
- كيه - أدولف ك فايسمان، تاتارا توتسكا، ماساومي ديوا
- ماغي: The Labyrinth of Magic - جعفر
- أكسل وورلد - تاكومو مايوزومي
- سورد آرت أونلاين - كيتا
- تايغر آند باني - أيزاك، كوتتسو تي كابوراغي (أيام الطفولة)
- بوكيمون - تشيلي، توماس, مارون
- بليتش - يوكيو هانس فورالبيرنا
- بلاد لاد - أكيم بابرادون
- كيل لا كيل - جيرو سوزاكو، كينتا ساكوراميا
- سيلور مون - زويسايت، موتوكي فوروهاتا
- البدلة المتنقلة جاندام: أيتام الدم الحديدي - نوربا شينو
- الخطايا السبع المميتة - سايمون

### أفلام أنمي
- فيلم ناروتو شيبودن: البرج المفقود - ساراي

## أدواره في الرسوم المتحركة
- باتمان أنليميتد: الآلات ضد المتحولون - داميان واين/روبن

## أدواره في ألعاب الفيديو
- تايم آند إيترنيتي - زاك
- دانغانرونبا: تريغر هابي هافوك - هيفومي يامادا
- دانغانرونبا V3: كيلينغ هارموني - كيبو

## وصلات خارجية
- لوسيين دودج على موقع IMDb (الإنجليزية)
- لوسيين دودج على موقع قاعدة بيانات الفيلم (الإنجليزية)
- لوسيين دودج على موقع كينوبويسك (الروسية)
- لوسيين دودج على موقع ANN person (الإنجليزية)